# Cecilia Lazar
Cecilia Lazar, född 27 maj 1959, är en svensk professionell dansare, dansinstruktör och dansdomare. Hon är dotter till dansaren och dansinstruktören Janos Lázár. Tillsammans med sin make driver Cecilia Lazar en dansskola i Göteborg. Lazar är domare inom World DanceSport Federation (WDSF). Mellan 2016 och 2019, tillsammans med Ann Wilson och Tony Irving, var hon en i juryn i TV4:s dansprogram Let's Dance.